# Stefan Sofijanski
Stefan Antonov Sofijanski (in bulgaro Стефан Антонов Софиянски?; Sofia, 7 novembre 1951) è un politico bulgaro ed è stato primo ministro della Repubblica di Bulgaria ad interim e sindaco di Sofia per tre mandati.

## Biografia
Laureato in statistica all'Istituto Superiore di Economia "Karl Marx", Sofijanski ricoprì svariati incarichi al Ministero delle Comunicazioni e dell'Informazione durante il periodo di governo comunista e nel governo di Filip Dimitrov fino a diventare uno dei membri di spicco dell'Unione delle Forze Democratiche (UDF). Fu rieletto due volte, nel 1999 e nel 2003 fino al 2005 quando si dimise per diventare deputato parlamentare. Nel 1997 fu nominato primo ministro ad interim dal presidente Petăr Stojanov fino a che Ivan Kostov non ebbe modo di formare il nuovo governo.
Nel 2001 annunciò che avrebbe lasciato l'UFD per formare un proprio partito . Alla fine diede vita all'Unione dei Democratici Liberi e, pur rimanendo una parte dell'UFDS, si sono uniti all'Unione Popolare Bulgara. Il 1º gennaio 2007 entrò a far parte del parlamento europeo come uno dei membri ad interim della Bulgaria fino alle elezioni parlamentari europee nel maggio dello stesso anno.
Nel giugno 2008 Sofijanski si attirò addosso svariati critiche dai fautori dei diritti umani per i suoi punti di vista omofobi in seguito al primo gay pride bulgaro. In un'intervista radio Sofijanski affermò che "non avrebbe mai autorizzato la parata", mentre era ancora sindaco di Sofia. Riguardo alla comunità GLBT affermò che "queste persone hanno il diritto alle proprie scelte personali e private, comunque l'omosessualità è condannata dalla Bibbia ed innaturale e non ha diritto di pubblicizzarsi. È come se i ladri facessero una parata - perché queste persone sono ladri di moralità".